# زرد ملیجه
«زرد ملیجه» نام یک قطعه موسیقی از آثار ابولحسن صبا است. این قطعه نخستین اثر ضبط شده از صبا با ویولون است.

## تاریخچه
در مناطق کوهستانی و جنگل‌های دیلمان که در جنوب شهرستان لاهیجان در استان گیلان قرار دارد، یک نوع گنجشک کوچک با پرهای زرد دیده می‌شود که با گویش محلی به آن «زرده ملیجک» می‌گویند. در زبان گیلکی «ملیجه» به معنای گنجشک است و به دلیل این‌که گنجشکِ زرد، جثهٔ کوچکی دارد به آن «ملیجک» می‌گویند. در لهجهٔ اهالی شرق گیلان این پرنده «ملیجی» نیز خوانده می‌شود. در هنگام بال‌زدن و پرواز، از بال‌های این پرندهٔ کوچک، صدای ظریف و زیبایی شنیده می‌شود.
در فروردین سال ۱۳۰۶ ه‍.ش ابوالحسن صبا همراه با ارکستر مدرسهٔ عالی موسیقی به سرپرستی علینقی وزیری برای اجرای کنسرت به شهرهای رشت و بندر انزلی سفر کرد. مردم گیلان تحت تأثیر ویلن‌نوازی صبا، از وزیری خواستند تا یک مدرسهٔ موسیقی در رشت تأسیس کند. او نیز از این درخواست استقبال کرد. و پس از مدتی مقدمات برپایی شعبهٔ مدرسهٔ عالی موسیقی در رشت را با مدیریت ابوالحسن صبا فراهم کرد. صبا که در سفرهای خود به شمال و نواحی دیگر ایران.<refزرد ملیحه ساخته اکبر خان صادقی تار نواز از اهالی اسپیلی دیلمان سیاهکل می‌باشد استاد صبا فقط به نت تبدیل کردند name=":0"/>
نخستین تک‌نوازی ضبط شدهٔ ابوالحسن صبا در اواخر سال ۱۳۰۸، با ضبط آثاری از علینقی وزیری به همراه ارکستر مدرسهٔ عالی موسیقی به ثبت رسید. صبا در فاصلهٔ بند اول و دوم سرود «ای وطن»، ساختهٔ وزیری با خوانندگی روح‌انگیز و در روی دوم صفحه، قطعهٔ زرد ملیجه خود را با ویلن اجرا کرد و برای نخستین‌بار مردم صدای ساز او را شنیدند. روح‌الله خالقی در ارتباط با قطعهٔ زرد ملیجه، در کتاب سرگذشت موسیقی ایران نوشته است:
«خوب به‌خاطر دارم وقتی صبا این نوا را ساخت و در حضور استاد (وزیری) و شاگردان نواخت، به‌قدری خوب از عهدهٔ اجرای آن برآمد که چندین بار همگی تکرار آن را از وی خواستیم. این نغمه را دیگران هم به تقلید صبا می‌نوازند ولی اهل فن می‌دانند که پنجهٔ استادانهٔ صبا نمکی دیگر دارد.»
نت قطعهٔ زرد ملیجه در کتاب دورهٔ سوم ویلن (کتاب سوم ردیف صبا) به چاپ رسیده است. این قطعه بارها توسط هنرمندان مختلف اجرا شده است. از آن میان می‌توان به اجرای این اثر با ساز سنتور فرامرز پایور و همراهی تمبک حسین تهرانی اشاره کرد.

## ساختار
قطعهٔ زرد ملیجه در آواز دشتی دستگاه شور ساخته شده و دارای وزنی دوضربی است. بخش اول این اثر آهسته و بخش دوم سرعتی تند دارد.

## یادداشت
1. ↑   در برخی منابع سال ضبط قطعهٔ «زرد ملیجه»، به همراه سرود «ای وطن» علینقی وزیری، ۱۳۰۶ ه‍.خ نوشته شده است. اما طبق آخرین ویرایشی که بر مقالهٔ مروری بر آثار ضبط شده از استاد ابوالحسن صبا نوشتهٔ محمدرضا شرایلی از کتاب اسطورهٔ صبا در وبگاه مکتب صبا درج شده است، تاریخ ضبط این دوره اصلاح شده و به ۱۳۰۸ تغییر یافته است.[۳]